# Ryuk (Death Note)
Ryuk (Japonés リューク, Hepburn Ryūku) es un personaje ficticio de la serie de manga Death Note, creado por Tsugumi Ōba y Takeshi Obata. Es un Shinigami aburrido que deja caer una Death Note, una libreta que le permite al usuario matar a cualquiera simplemente sabiendo su nombre y rostro, en el mundo humano para tener alivio de su aburrimiento. Es recogida por Light Yagami, un brillante estudiante de secundaria que la usa en un intento de crear y gobernar una utopía limpia del mal, con él al timón como un "dios".

## Creación y concepción
Ohba dijo que siempre mencionó las manzanas en las miniaturas porque deseaba utilizar "el mensaje moribundo de que los Shinigami sólo comen manzanas" y que, por tanto, necesitaba que Ryuk sostuviera manzanas y que "no hay otra razón". Ohba también dijo que eligió específicamente las manzanas porque el rojo "va bien" con el cuerpo negro de Ryuk y que las manzanas "encajan bien" con la boca "grande" de Ryuk. Cuando Obata informó a Ohba de que las manzanas tenían un significado religioso y psicológico y que una persona podía "leer mucho" en la inclusión de las manzanas y que suponía que esa era la razón por la que Ohba incluía las manzanas, Ohba dijo que no "pensaba en eso en absoluto" y que cree que "las manzanas son geniales... eso es todo. [risas]". Ohba añadió que le parecía beneficioso incluir aspectos que podrían convertirse en puntos de la trama posteriores, y que las manzanas se utilizaron como punto cuando Light le pidió a Ryuk que buscara las cámaras a cambio de manzanas.
Obata dijo que tuvo dificultades para diseñar Ryuk. Dijo que su idea original de Ryuk consistía en que Ryuk se viera como un "joven similar a Light" con cabello negro y alas. Obata dijo que tuvo la idea de que Shinigami pareciera "estrellas de rock atractivas". Obata sintió que si Ryuk parecía más atractivo que Light, "parecería ser el personaje principal" y "las cosas no funcionarían tan bien". Obata dijo que decidió borrar el diseño anterior y usar el diseño final en el que Ryuk tiene una apariencia de reptil cuando su editor le dijo que Ryuk no tenía que parecer humano. Obata dijo que le gustaba la apariencia de "monstruo" y agregó que, con su rostro, "nunca se puede decir realmente lo que está pensando". Obata dijo que encontró dificultades mientras dibujaba a Ryuk en el capítulo piloto, ya que no "manejaba bien" la "estructura ósea de su cara". Obata dijo que durante la serialización se volvió "tan acostumbrado" a la estructura subyacente que pudo visualizarla. Obata describe la cara de Ryuk como diferente entre el capítulo piloto y la serie Death Note real. En 13: How to Read, Obata pensó en una idea que implicaba que la cara de Ryuk era una máscara, y debajo de la máscara habría una cara "atractiva".
Al diseñar la Death Note de Ryuk, Obata pensó en la apariencia de la letra de Ryuk. Ryuk escribió las palabras "Death Note" en la portada de su propio cuaderno, y cuando tomó posesión del libro de Sidoh escribió las mismas palabras en la portada.

### Películas
Shūsuke Kaneko, director de las películas de acción real, dijo que eligió crear Ryuk con gráficos de computadora, ya que haría que el aspecto de Ryuk solo apareciera a las personas que han tocado el Death Note "creíble" y que la audiencia podría "decirlo instintivamente "que Ryuk es un Shinigami sin" presencia real ". Kaneko agregó que si un actor humano representara a Ryuk, la apariencia habría sido "demasiado realista", el actor pudo haber impactado la "presencia" de Ryuk y la audiencia podría haber "dudado de que él fuera un dios de la muerte, aunque solo sea por un segundo". Kaneko ordenó al equipo de gráficos diseñar los gráficos como si fuera un actor "dentro de un traje de goma".
Digital Frontier, una compañía de gráficos por computadora, animó a Ryuk. Kaneko dijo que debido a que la estructura física de Ryuk es "diferente a la de un humano", pensó en la idea de visualizar a una persona con un disfraz de Ryuk. También quería que la audiencia pensara en Ryuk como una persona con un disfraz de Ryuk que habla con Tatsuya Fujiwara, el actor que interpreta a Light. Dijo que estaba "pidiendo demasiado" y que quería que el público viera la película Ryuk como algo más que "un producto de la última tecnología CG". Fujiwara dijo que debido a la filmación constante con Ryuk rara vez interactuó con otros actores durante el rodaje de la primera película; The Star de Malasia describe las emociones de Fujiwara como una "frustración simulada". Fujiwara describió al CG Ryuk como "tan egoísta" y "mucho más difícil de trabajar" que un actor humano.
El director de la adaptación estadounidense, Adam Wingard, quería hacer lo contrario de las películas japonesas y tener un actor en el set interpretando a Ryuk tanto como fuera posible. Tenían al actor Jason Liles de dos metros de altura usando el traje y realizando los gestos y el diálogo junto con los otros actores, pero cortaron su rostro y su voz y usaron la captura facial y el diálogo de Willem Dafoe. "Lo que hicimos fue básicamente recortar la cara de la criatura en el set y hacer que Jason usara estas gafas LED rojas, para que al menos pudiéramos ver una representación de sus ojos brillantes, sabiendo que lo reemplazaríamos más tarde con algo de CGI, y luego dígalo en voz alta con Willem". La producción inicialmente creó un gran prototipo, una marioneta animatrónica de Ryuk para usar, pero finalmente fue abandonada.

## Apariciones

### En Death Note
Ryuk es un Shinigami aburrido con las actividades (o la falta de ellas) del reino Shinigami, por lo que decide obtener una segunda Death Note y dejarla caer en el mundo humano para que alguien la encuentre, con la esperanza de aliviar su aburrimiento. Logra engañar al Rey Shinigami con una segunda Death Note. Deliberadamente escribe las instrucciones dentro de la portada (en inglés, que asumió como el idioma más popular en el ámbito humano) para que la gente entienda su propósito.
La Death Note es descubierta por Light Yagami, y Ryuk lo sigue durante gran parte de la serie para ver cómo la usa Light. Ryuk tiene una apariencia bastante humanoide. Su piel es gris azulada, o de un color violáceo, sus extremidades son anormalmente largas y tiene ojos amarillos saltones con iris negros (rojo en el anime); en las películas, está representado por CGI.
Ryuk se caracteriza por su constante diversión y apatía con respecto a los problemas de Light, así como su interés en los humanos. Le gusta ver a Light superar los diversos desafíos que se le plantean y, a menudo, espera hasta el peor momento posible para informarle de un cierto aspecto de la Death Note solo para reírse. De vez en cuando es útil si sirve a sus propios intereses, como obtener manzanas o fomentar su propia diversión, pero en su mayor parte le preguntará en broma a Light cuál será su próximo movimiento o hará que Light le explique el sentido de cierta acción. Le dice a Light en el primer volumen que no siempre mira lo que escribe Light porque lo encuentra más divertido. Light describe a Ryuk como una "criatura sobrenatural de aspecto loco con estos ojos malvados" que se convierte ("sorprendentemente") en una "brújula moral" para Light en la versión cinematográfica de Death Note.
Ryuk tiene una gran afición por las manzanas, comparando su efecto sobre los Shinigami con el de los cigarrillos y el alcohol. Afirma pasar por un tipo de abstinencia si pasa demasiado tiempo sin ellas. Sus síntomas de abstinencia implican retorcerse como un pretzel y ponerse de manos. También afirma que es tímido con las chicas; cuando Misa Amane lo abraza, se vuelve intangible. Además de las manzanas, a Ryuk le gustan los videojuegos, que se muestran por primera vez en la serie de cómics de ocho paneles de omake, donde pide un Game Boy Advance SP de plata, publicada originalmente en Weekly Shonen Jump Volume 4-5 (número doble) en 2005. En otra ocasión, Ryuk le pregunta a Light si quiere jugar a Mario Golf (cambiado a "videojuegos" en el anime), pero no recibe respuesta ya que la habitación de Light está llena de cámaras.
Como explica Ryuk cuando conoce a Light por primera vez, está obligado a quitarle la vida a Light cuando llegue su momento. En el manga, Ryuk hace esto después de que Matsuda le dispara a Light varias veces. Le ruega desesperadamente a Ryuk que escriba los nombres del equipo de investigación y los miembros de SPK en la Death Note, lo que primero insinúa que lo hará, pero Ryuk, recordándole a Light que no está del lado de nadie, solo escribe el nombre de Light en su lugar. Esperaba que Light pudiera haber pensado en alguna forma de salir de su situación, pero viendo que estaba lo suficientemente desesperado como para acudir a Ryuk en busca de ayuda, decidió que todo había terminado para él. Ryuk regresa al reino Shinigami.
Dos años después, Ryuk reprende a otro shinigami en su intento de replicar su éxito con Light dándole su propia Death Note a un humano "débil". Seis años más tarde, Ryuk regresa a la Tierra y le da a otro humano su Death Note, quien le pide que regrese con la Death Note en otros dos años. Posteriormente, en 2019, Ryuk regresa y la pareja vende la Death Note al presidente de los Estados Unidos por $100 billones, que se dividirán en partes iguales entre todos los titulares de cuentas bancarias japonesas menores de 60 años, antes de que el humano abandone (y recuerde) su Death Note a Ryuk. Cuando Ryuk regresa al Reino Shinigami antes de entregar el Death Note, el Rey Shinigami, reprendiéndolo, agrega una regla que prohíbe la venta de Death Notes, lo que hace que el presidente de los Estados Unidos rechace la Death Note por temor por su propia vida y simplemente le diga al mundo lo tiene, mientras que el humano muere cuando acepta sus mil millones de yenes. Mucho más tarde, un nuevo shinigami le pide a Ryuk que cuente su tiempo en la Tierra mientras este se prepara para ir allí él mismo, y Ryuk menciona a Light cuando el shinigami sin nombre se va antes de que Ryuk haya terminado de contar su historia.

### En el capítulo piloto
En el capítulo piloto de Death Note, Ryuk es el maestro de dos Death Notes que deja caer en el mundo humano; Taro Kagami toma la primera y Ryuk habla con Taro. La otra es recogido por la compañera de clase de Taro, Miura. La policía quemó el libro de Miura, sin saber de la existencia del primer libro. Al final del capítulo, Ryuk sigue a un Taro mayor. Death Note 13: How to Read describe al Ryuk del capítulo piloto como "realmente vago" e "incompetente".

### En el anime
En el anime, Light no pide la ayuda de Ryuk y logra escapar del almacén gracias al suicidio de Teru Mikami que distrae a todos los demás. Sin embargo, sus heridas son demasiado graves para que pueda escapar muy lejos, y Ryuk, que lo está mirando desde lo alto de un poste, decide que seguir a Light durante una sentencia de prisión no vale la pena y, por lo tanto, escribe el nombre de Light en su Death Note, comentando que se había divertido mucho con él a pesar de todo. Light falleció infelizmente, con una aparición de L de pie sobre él, reflejando a Light de pie sobre L en su muerte.

### En medios de acción real
En la serie de películas, Ryuk tiene la voz de Nakamura Shidō. La segunda película termina de la misma manera que el manga, excepto que el silencio de Ryuk lleva a Light a creer que está dispuesto a ayudar. Cuando Light aprende de manera diferente, Light le grita a Ryuk y salta a través de él, tratando en vano de detener su muerte antes de morir en los brazos de su padre; antes de esto, Ryuk aprovecha esta oportunidad para revelarle a Light que los humanos que han usado la Death Note no pueden entrar ni al Cielo ni al Infierno independientemente de sus acciones en la vida.
En el spin-off L: Change the World, Ryuk ofrece a L la Death Note. Cuando L se niega y procede a quemarla, Ryuk se queja de que L es aburrido y desaparece, regresando al reino Shinigami.
En la cuarta película, Death Note: Light Up the New World, Nakamura Shidō repite su papel como la voz y captura de movimiento de Ryuk. Diez años después del final del caso de Kira, Ryuk vuelve a visitar el mundo humano para encontrar al sucesor de Kira en la orden del rey segador. Encuentra al hijo biológico de Light, Hikari Yagami, y le da una Death Note. Teru Mikami, su tutor que lo crio, se vuelve loco y lo mata escribiendo su nombre en el cuaderno. El líder del grupo de trabajo de la Death Note, Tsukuru Mishima es testigo de todo, mata a Mikami y toma su cuaderno. Tsukuru se convierte en el nuevo propietario y Ryuk se queda con él. Más tarde, Tsukuru despoja su Death Note y le pide a Ryuk que le dé el mensaje de Death Note y Light al ciberterrorista Yuki Shien. Ryuk encuentra a su nuevo compañero. Más tarde, Yuki muere en un fuego cruzado y se ve a Ryuk hablando por última vez con Tsukuru explicando por qué los segadores de la muerte están buscando tanto la próxima kira porque el rey de la muerte prometió que cualquiera que encuentre la próxima kira tendrá el trono después de que él se retire. Ryuk también dice que seguirán enviando notas de Death Notes hasta que haya una próximo Kira. Ryuk se despide y desaparece.
En el drama televisivo de acción real, Ryuk tiene la voz de Jun Fukushima y Daisaku Nishino es el actor de captura de movimiento de Ryuk. Al final de la serie, Light le pide ayuda a Ryuk, pero Ryuk deja que Light arda en el fuego. Luego regresa al reino shinigami con Rem.
El actor Willem Dafoe proporcionó la actuación de voz y la captura de movimiento de los elementos faciales del personaje en la adaptación estadounidense. A diferencia del material de origen, Ryuk no posee múltiples Death Notes, y ha pasado la Death Note a varias personas a lo largo de las décadas, y cada uno de ellos usa el cuaderno para diferentes propósitos. A pesar de la recepción crítica mixta general de la película, la interpretación y caracterización de Ryuk de Dafoe ha sido ampliamente elogiada tanto por los fanáticos como por la crítica, y muchos lo destacan como uno de los aspectos más destacados de la película.

## Recepción
Tsugumi Ohba, guionista de Death Note, dijo que Ryuk es su Shinigami favorito y que "Si no dijera Ryuk aquí, todo su personaje sería en vano. [Risas]
Mientras elogiaba la obra de arte de Obata para la serie, Zac Bertschy de Anime News Network señaló a Ryuk como el mejor ejemplo; describiéndolo como "una bestia grotesca y descomunal, el tipo de cosas en las que la mayoría de la gente probablemente pensaría cuando se les pide que imaginen cómo sería un sombrío espectro de la muerte". Su colega Briana Lawrence sintió que a pesar de ser una personaje vital, Ryuk se desvaneció en un segundo plano y se volvió "sin importancia" a medida que avanzaba la serie, solo para volverse vital una vez más en el capítulo final.
Sobre la voz del actor en el doblaje en inglés del anime, Tom S. Pepirium de IGN dijo que "Brian Drummond ES Ryuk". Pepirium describió la voz de Drummond como "excelente" y que esto hace que sea "hilarante" ver "Ryuk y su sonrisa interminable ante los eventos que puso en marcha".
Kitty Sensei de OtakuZone tuvo sus opiniones sobre la representación cinematográfica de Ryuk publicada en The Star, un periódico malasio. En él, Kitty Sensei dijo que Ryuk "parece un poco artificial al principio". Ella dice que se acostumbró a la representación y le encantó "las risas alegres y las sonrisas con cara de pez de Ryuk".
El sfist describe a Ryuk como el único "factor de bola de queso (potencial)" de la primera película y al que puede ser "difícil acostumbrarse"; el artículo decía que Ryuk "agrega" a la película si los espectadores "dejan ir lo suficiente como para aceptar la presencia de Ryuk".